# Nemzeti Bajnokság II
Nemzeti Bajnokság II (NB II, Ness Hungary NB II) – drugi poziomem rozgrywek piłkarskich na Węgrzech. Oznacza po polsku „Narodowe Mistrzostwo 2”.

## Zasady
Od sezonu 2023/24 w drugiej lidze węgierskiej gra 18 zespołów. Po zakończeniu sezonu do NB I awansują dwa najlepsze zespoły, zastępują je w NB II drużyny z miejsc 11, 12 z NB I. Mistrzowie trzech grup 3 ligi (NB III) awansują do NB II, a z NB II spadają trzy ostatnie drużyny (z miejsc 16-18)

## Skład ligi
| Klub                     | Miasto      |
| ------------------------ | ----------- |
| III. Kerületi TVE        | Budapeszt   |
| FC Ajka                  | Ajka        |
| Békéscsaba 1912 Előre    | Békéscsaba  |
| Budaörsi SC              | Budaörs     |
| Csákvári TK              | Csákvár     |
| Dorogi FC                | Dorog       |
| Gyirmót FC               | Győr        |
| Kecskeméti TE            | Kecskemét   |
| Nyíregyháza Spartacus FC | Nyíregyháza |
| Pécsi Mecsek FC          | Pecz        |
| BFC Siófok               | Siófok      |
| Soroksár                 | Budapeszt   |
| Szeged 2011              | Segedyn     |
| Szentlőrinci SE          | Szentlőrinc |
| Szolnoki MÁV FC          | Szolnok     |
| Szombathelyi Haladás     | Szombathely |
| Tiszakécske FC           | Tiszakécske |
| Vasas FC                 | Budapeszt   |

## Historia

### Chronologia nazwy ligi
Od momentu powstania wielokrotnie zmieniała się nazwa rozgrywek, przy czym nazwą oficjalną jest od kilku lat Nemzeti Bajnokság II co tłumaczy się jako Narodowe Mistrzostwo 2. Historyczne zmiany dotyczyły zarówno komercyjnej, jak i oficjalnej nazwy ligi.
- 1901 – 1913/14: II. osztály
- 1914 (jesień): B csoport
- 1916/17 – 1920/21: II. osztály
- 1921/22: II/A osztály
- 1922/23- 1925/26: II. osztály
- 1926/27 – 1935/36: Professzionális II. osztály
- 1936/37: Profiliga II. osztály
- 1937/38 – 1939/40: Nemzeti Bajnokság B
- 1940/41 – 1943/44: Nemzeti Bajnokság II
- w sezonach 1944/45 i 1945/46 prowadzono rozgrywki regionalne
- 1946/47 – 1956: Nemzeti Bajnokság II
- w sezonie 1957 (wiosna) nie prowadzono rozgrywek drugiej ligi
- 1957/58 – 1962/63: Nemzeti Bajnokság II
- 1963 (jesień) – 1973/74: Nemzeti Bajnokság I/B
- 1974/75 – 1996/97: Nemzeti Bajnokság II
- 1997/98: Nemzeti Bajnokság I/B
- 1998/99 – 1999/2000: Nemzeti Bajnokság I
- 2000/01 – 2004/05: Nemzeti Bajnokság I/B
- 2005/06 – 2009/10: Nemzeti Bajnokság II
- 2010/11 -: Ness Hungary Nemzeti Bajnokság II

### Powstanie ligi
Razem z początkiem mistrzostw Węgier wystartowała II liga węgierska obok I ligi.
Skład II ligi w sezonie 1901
- 33 FC
- Rákosszentmihályi STE
- Újpesti TE
- Budapesti AK
- Ganz Tisztviselők LE
- Magyar AC
- Budapesti Egyetemi AC
- Magyar FC

Do wybuchu I wojny światowej liga grała w jednej grupie.
Od sezonu 1916/17, zbyt duża liczba zespołów wymogła podział II ligi na grupy A i B. Do formuły jednej grupy powrócono w sezonie 1922/23.
Od sezonu 1926/27 do węgierskiej piłki wchodzi zawodowstwo i otwarcie rozgrywek na cały teren kraju. Druga liga nazwana została Druga Liga Zawodowa. DLZ rozgrywano w jednej grupie i grały w niej tylko zawodowe kluby. Oprócz tego istniały na Węgrzech jeszcze 2 duże mistrzostwa amatorskie, dla zespołów z Budapesztu i z prowincji.
Ich napór spowodował, że po kilku latach zostały one wcielone do systemu rozgrywek krajowych.
Od sezonu 1935/36 drugi szczebel rozgrywek na Węgrzech składał się z Drugiej Ligi Zawodowej, Mistrzostw Amatorskich Budapesztu i Mistrzostw Amatorskich poza Budapesztem. Do NB I awansowały 3 zespoły, zwycięzcy danych rozgrywek.
W sezonie 1938/39 ustanowiono Narodowe Mistrzostwa 2 (NB II), rozgrywane w dwóch grupach. W następnych dwóch sezonach były już 3 grupy, później liczba grup zmieniała się co sezon.

### Okres powojenny
Po 1945 roku stopniowo redukowano liczbę zespołów w NB II. W sezonie 1946/47 nastąpiła pewna stabilizacja i do 1954 roku były 4 grupy. W latach 1955–1963 – 2 grupy, aż w sezonach 1963-1977/78 była jedna grupa. Pod naciskiem związków regionalnych zdecydowano się znów na powiększenie NB II.
Od 1978 r. przez następne 4 sezony były 3 grupy. Od sezonu 1982/83 Związek doszedł do wniosku, że państwo nie jest w stanie utrzymywać tylu drugoligowych piłkarzy i należy powrócić do 1 grupy NB II.
Stan taki trwał 2 sezony, gdy doszło do kompromisu i stworzono 2 grupy drugiej ligi. W takiej formie rozgrywki drugoligowe przetrwały, aż do 1997 roku. Po kilku zmianach nazw i liczby grup, rozgrywki z przerwami były rozgrywane do sezonu 2012/2013 w formacie 2 grup – wschód, zachód. Powrócono tym samym do systemu z lat 1985–1997 i 2000-2002. Jednocześnie na tym szczeblu grały zespoły rezerw. Od sezonu 2013/2014 NB II została zredukowana do jednej grupy i jednocześnie zakazano uczestniczenia na tym szczeblu rozgrywek zespołów rezerw.

### Format rozgrywek
- 1901 – 1913/14 : 1 grupa
- 1916/17 – 1921/22 : 2 grupy
- 1922/23 – 1934/35: 1 grupa
- 1935/36 – 1937/38: 1 grupa + 2 turnieje amatorskie
- 1938/39 – 2 grupy
- 1939/40-1940/41 – 3 grupy
- 1941/42 – 1 grupa
- 1942/43 – 5 grup
- 1943/44 – 3 grupy
- 1945 – 8 grup
- 1945/46 – 2 grupy
- 1946/47 – 1954 – 4 grupy
- 1955-1962/63 – 2 grupy
- 1963-1977/78 – 1 grupa (20 drużyn)
- 1978/79-1981/82 – 3 grupy (60 drużyn)
- 1982/83-1984/85 – 1 grupa
- 1985/86-1996/97 – 2 grupy
- 1997/98-1999/00 – 1 grupa (20 drużyn)
- 2000/01-2001/02 – 2 grupy
- 2002/03-2004/05 – 1 grupa (16 drużyn)
- 2005/06-2012/13 – 2 grupy (32 drużyny)
- 2013/14-2015/16 – 1 grupa (16 drużyn)
- 2016/17-2022/23 – 1 grupa (20 drużyn)
- od 2023/24 – 1 grupa (18 drużyn)

## Zwycięzcy ligi
| Sezon                | 1. miejsce               | 2. miejsce                | 3. miejsce               |
| -------------------- | ------------------------ | ------------------------- | ------------------------ |
| 1 grupa, 18 zespołów |                          |                           |                          |
| 2002/2003            | Pécsi Mecsek FC          | Szombathelyi Haladás      | Büki TK-Bükfürdő         |
| 2003/2004            | Budapest Honvéd FC       | Vasas FC                  | Kaposvári Rákóczi FC     |
| 1 grupa, 14 zespołów |                          |                           |                          |
| 2004/2005            | FC Tatabánya             | Rákospalotai EAC          | Vác FC 1899              |
| 2 grupy, 16 zespołów |                          |                           |                          |
| 2005/2006            | Vác FC 1899              | Szolnoki MÁV FC           | Jászapáti VSE            |
| 2005/2006            | Paksi FC                 | FC Felcsút                | Gyirmót FC               |
| 2006/2007            | Nyíregyháza Spartacus FC | Ferencváros               | Orosháza FC              |
| 2006/2007            | BFC Siófok               | Szombathelyi Haladás      | FC Felcsút               |
| 2007/2008            | Kecskeméti TE            | Szolnoki MÁV FC           | Ferencváros              |
| 2007/2008            | Szombathelyi Haladás     | FC Felcsút                | Gyirmót FC               |
| 2008/2009            | Ferencváros              | Debreceni VSC             | Makói FC                 |
| 2008/2009            | Gyirmót FC               | Lombard Pápa Termál FC    | Pécsi Mecsek FC          |
| 2009/2010            | Szolnoki MÁV FC          | Debreceni EAC             | Makói FC                 |
| 2009/2010            | BFC Siófok               | Lombard Pápa Termál FC    | Pécsi Mecsek FC          |
| 2010/2011            | Diósgyőri VTK            | Mezőkövesdi SE            | Nyíregyháza Spartacus FC |
| 2010/2011            | Pécsi Mecsek FC          | Gyirmót FC                | Puskás Akadémia          |
| 2011/2012            | Egri FC                  | Szolnoki MÁV FC           | Békéscsaba 1912 Előre    |
| 2011/2012            | MTK Budapest             | Kozármisleny SE           | Gyirmót FC               |
| 2012/2013            | Mezőkövesdi SE           | Vasas FC                  | Békéscsaba 1912 Előre    |
| 2012/2013            | Puskás Akadémia          | Kozármisleny SE           | Gyirmót FC               |
| 1 grupa, 16 zespołów |                          |                           |                          |
| 2013/2014            | Nyíregyháza Spartacus FC | Dunaújváros PASE          | Gyirmót FC               |
| 2014/2015            | Vasas FC                 | Békéscsaba 1912 Előre     | Gyirmót FC               |
| 2015/2016            | Gyirmót FC               | Mezőkövesdi SE            | Zalaegerszegi TE FC      |
| 1 grupa, 20 zespołów |                          |                           |                          |
| 2016/2017            | Puskás Akadémia          | Balmaz Kamilla Gyógyfürdő | Kisvárda FC              |
| 2017/2018            | MTK Budapest             | Kisvárda FC               | Békéscsaba 1912 Előre    |
| 2018/2019            | Zalaegerszegi TE         | Kaposvári Rákóczi FC      | Gyirmót FC               |
| 2019/2020            | MTK Budapest             | Budafok MTE               | Vasas FC                 |
| 2020/2021            | Debrecen VSC             | Gyirmót FC                | Vasas FC                 |
| 2021/2022            | Vasas FC                 | Kecskeméti TE             | Diósgyőri VTK            |